# Карабулак (Саратовская область)
Карабулак — поселок в Тепловском муниципальном образовании Новобурасского района Саратовской области.

## География
Находится на расстоянии примерно 19 километра на юго-восток от районного центра поселка Новые Бурасы. 

## История
Поселок был основан в  1692 году солдатами как сторожевой пункт.

## Население
| 2010 |
| ---- |
| 8    |

Население составляло 3 человека по переписи 2002 года (русские 100%) ,.